# Blue Angel (actrice pornographique)
Pour les articles homonymes, voir Blue Angel.
Blue Angel, ou encore Viva Style, née le 21 juin 1988 à Miskolc, est une actrice pornographique hongroise.

## Biographie
Blue Angel tourne principalement des scènes lesbiennes mais également des scènes hétérosexuelles. 
Elle a travaillé pour des studios tels que Bang Bros, Brazzers, Dane Jones, Danni.com, DDF Network, Evil Angel, Girlfriends Films, Lesbea, Lets Doe It, Marc Dorcel, Naughty America, New Sensations, Penthouse, Private, Reality Kings, SexArt, Viv Thomas.

## Filmographie sélective
- 2007 : Club Girls 1
- 2007 : Touch Me 1
- 2008 : Lesbian Liaisons 2
- 2008 : My Euro Sex Vacation 2
- 2009 : Sensual Seductions 3
- 2009 : Top Wet Girls 3 & 4
- 2010 : Budapest 2
- 2010 : Lesbian Affair 1
- 2011 : Budapest 8
- 2011 : Pink on Pink 4
- 2012 : Budapest 10
- 2012 : My Girlfriend Likes Pussy
- 2013 : Suck My Cunt
- 2013 : Bitches in Uniform 2
- 2013 : Club Pink Velvet: Filling The Slots
- 2014 : Licking For Treasures
- 2014 : Lusty Lesbo Action
- 2015 : Lesbian Play
- 2015 : Masturbating Glamourdolls
- 2016 : Girl Obsession
- 2016 : Just Put It in My Ass
- 2017 : Triple Licking

## Récompenses et nominations
- 2009 AVN Award nominee – Best Sex Scene In A Foreign Shot Production – Hell Is Where the Party Is
- 2009 AVN Award nominee – Female Foreign Performer Of The Year
- 2009 Hot d'Or nominee - Best European Starlet
- 2010 AVN Award nominee - Best Sex Scene in a Foreign-Shot Production - Rocco: Puppet Master 3
- 2010 AVN Award nominee – Female Foreign Performer Of The Year
- 2011 AVN Award nominee – Female Foreign Performer of the Year
- 2011 XBIZ Award nominee – Female Foreign Performer Of The Year
- 2012 AVN Award nominee – Female Foreign Performer of the Year
- 2013 XBIZ Award nominee – Female Foreign Performer Of The Year